# Izabella Gustowska

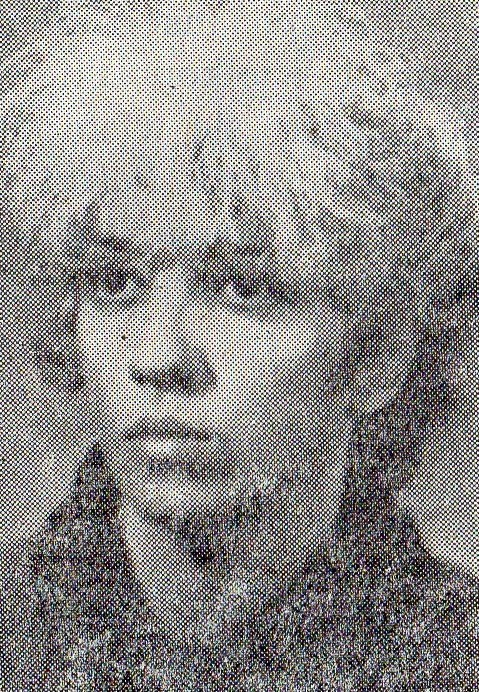
Izabella Gustowska 1988

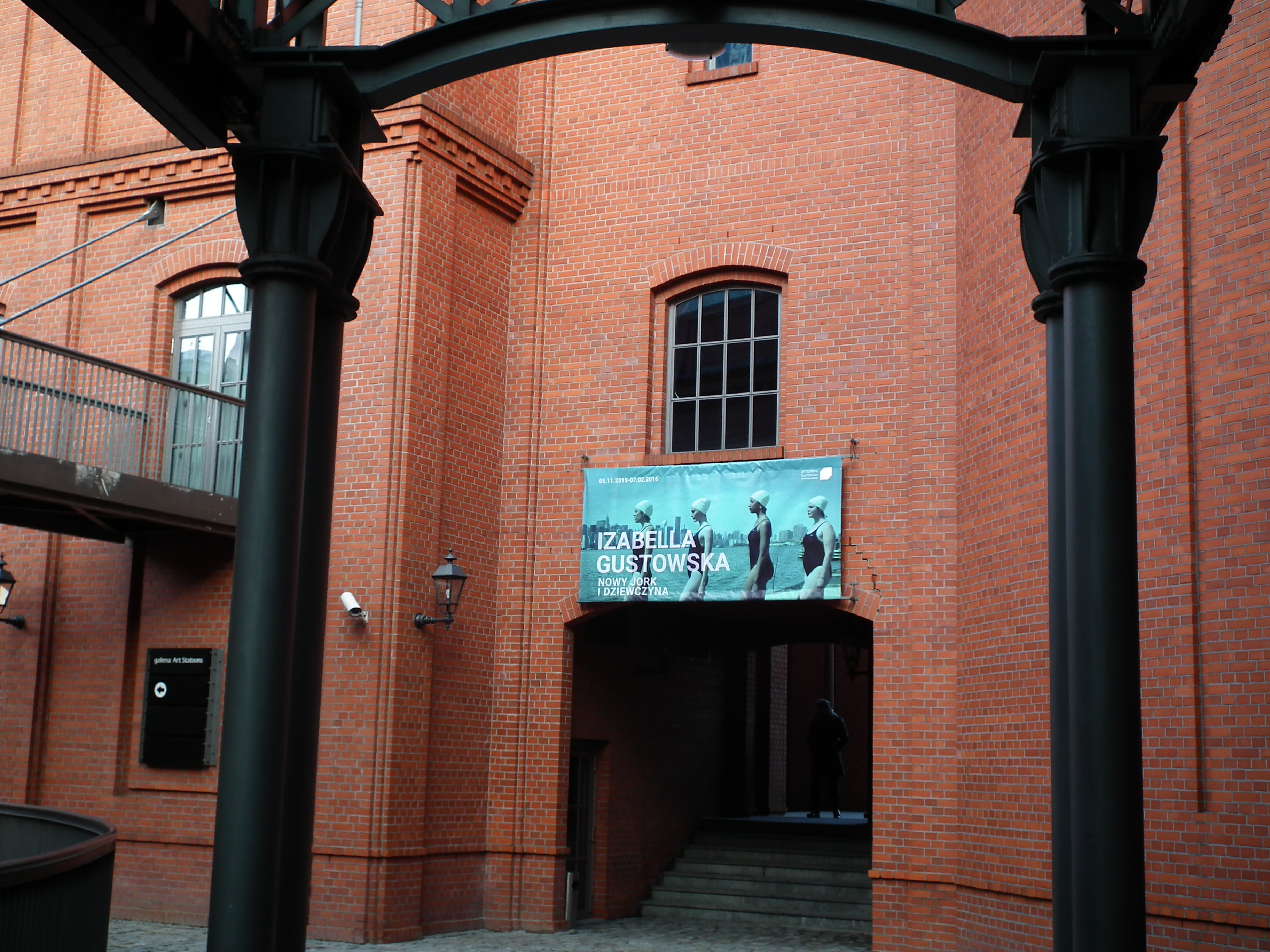
Wystawa Izabelli Gustowskiej w Starym Browarze w Poznaniu

Izabella Antonina Gustowska (ur. 1948 w Poznaniu) – polska artystka intermedialna, profesor sztuk plastycznych, wieloletnia wykładowczyni w Uniwersytecie Artystycznym w Poznaniu.

## Życiorys
Absolwentka Liceum Plastycznego im. Piotra Potworowskiego w Poznaniu (1967).
W latach 1967–1972 studiowała w Państwowej Wyższej Szkole Sztuk Plastycznych w Poznaniu (obecnie Uniwersytet Artystyczny w Poznaniu). Dyplom otrzymała w 1972 r. w pracowni Tadeusza Jackowskiego. Na przełomie lat 1970–1978 była członkinią grupy poznańskich artystów odNOWA. W latach 1979–1994 prowadziła poznańską Galeria ON. Była stypendystką prof. Emilio Vedovy w Wenecji, dwukrotnie Funduszu Rozwoju Twórczości Plastycznej, University of Alberta w Edmonton w Kanadzie, Fundacji San Zanobi we Włoszech, Central Saint Martin’s College of Art w Londynie oraz kilkakrotnie Ministerstwa Kultury i Sztuki. W 1987 r. reprezentowała Polskę na Biennale w São Paulo; jest laureatką licznych prestiżowych międzynarodowych biennale i triennale grafiki (Kraków, Bradford, Lublana, New Delhi, Fredrikstad) oraz konkursów w dziedzinie rysunku, malarstwa, grafiki, a nawet tkaniny. Miała ponad 50 wystaw i prezentacji indywidualnych. Jest kuratorką wystaw oraz wydarzeń artystycznych m.in. cyklu wystaw i spotkań artystycznych Obecność w Poznaniu, II Biennale Fotografii w Poznaniu, Art Poznań i Targi sztuki. W 1978 razem z Krystyną Piotrowską zrobiła wystawę „3 Kobiety” w BWA w Poznaniu, a potem w 1980 „Sztukę Kobiet” w Galerii ON. Były to jedne z pierwszych w Polsce wystaw feministycznych.
Zaraz po studiach rozpoczęła pracę jako asystentka prof. Alfonsa Gielniaka w pracowni rysunku w macierzystej uczelni. Tym samym rozpoczęła swoją karierę jako nauczycielka akademicka. W 1991 roku nadano jej tytuł profesora. Wykładała na Uniwersytecie Artystycznym na Wydziale Komunikacji Multimedialnej – Pracownia Działań Filmowych i Performatywnych, Uniwersytecie Zielonogórskim na Wydziale Artystycznym, w Państwowej Wyższej Szkole Zawodowej w Głogowie oraz w Wyższej Szkole Nauk Humanistycznych i Dziennikarstwa w Katedrze Informatyki i Komunikacji Wizualnej. Mieszka i pracuje w Poznaniu. Realizuje prace w obszarze różnych mediów.
W 2019 otrzymała od Rady Miasta Poznania odznaczenie „Zasłużony dla Miasta Poznania” w uznaniu „dla wybitnych osiągnięć twórczych, pracy pedagogicznej i działalności na rzecz poznańskiego środowiska artystycznego”.

## Cykle prac
Artystka zajmuje się grafiką, malarstwem, instalacją, performance. Wykorzystuje w pracach sprzęt wideo i materiał fotograficzny, które łączy z innymi mediami oraz środkami wyrazu (performance dokamerowy, działania parateatralne lub instalacje). Często jej realizacje powstają w ramach całych cykli, lub są przez autorkę do nich włączane. Dotychczas powstały cykle:
- 1979–1990 – Względne cechy podobieństwa I, II
- 1990–1994 – Sny
- 1994–1997 – Płynąc
- 1996–2001 – Śpiewające Pokoje
- 1999–2001 – Namiętności i inne Przypadki
- 2001–2007 – Life is a Story
- 2007–2008 – SHE. Media Story
- 2008–2012 – Struny Czasu
- od 2012 – Przypadek Antoniny L...

Wybrane wystawy indywidualne
- 1985
  - Portret wielokrotny, Galeria Akumulatory 2, Poznań
- 1986
  - Względne Cechy Podobieństwa I, Muzeum Narodowe, Wrocław
- 1987
  - ...99..., Spotkania „Obecność”, Galeria ON, Poznań
- 1989
  - Izabella Gustowska, Edmonton Art Gallery, Edmonton
- 1990
  - Względne Cechy Podobieństwa / Białe, Czerwone, Czarne, Galeria Studio, Warszawa
- 1994
  - Sny, Państwowa Galeria Sztuki w Sopocie, Sopot
- 1996
  - Płynąc, Zachęta Narodowa Galeria Sztuki, Warszawa
- 1997
  - La Source, Galerie du FRAC, Châteaugiron, Rennes
- 2001
  - Śpiewające pokoje, Muzeum Okręgowe, Bydgoszcz
  - Namiętności i inne przypadki, CSW Zamek Ujazdowski, Warszawa
- 2005
  - Life is a Story, Galeria Ego, Poznań
  - Life is a Story, na przykład o…, Galeria Amfilada, Szczecin
- 2006
  - Sztuka Trudnego Wyboru, Galeria Program, Warszawa
- 2007
  - Life is a Story, Muzeum Narodowe, Poznań
- 2008
  - SHE – media story, Stara Rzeźnia, Festiwal Teatralny Malta, Poznań
- 2009
  - about green, Galeria Sztuki Najnowszej, Gorzów Wielkopolski
  - Holiday Souvenir, Bałtycka Galeria Sztuki Współczesnej, Ustka
- 2011
  - Cichym ścigałam ją lotem I, Galeria Piekary, Poznań
  - Cichym ścigałam ją lotem II, Centrum Sztuki WRO, Wrocław
- 2012
  - Hybrydy Czasoprzestrzeni, Galeria Manhattan, Łódź
  - Przypadek Antoniny L..., Galeria Sztuki Wozownia, Toruń
- 2013
  - 1% Morning Sun – NYC – 1952,..., Gdańska Galeria Fotografii
- 2015
  - Przypadek Edwarda H... Przypadek Izy G..., Galeria Arsenał, Białystok[9]
  - Pamiętam jak… Pamiętam że…, Państwowa Galeria Sztuki, Sopot[10]
  - Nowy Jork i dziewczyna, Galeria Art Stations, Poznań[11]
- 2017
  - 16 MEDIA STORY, videoperformance, Scena Robocza[12], Poznań
- 2018
  - Hybryda, videoperformance, Pawilon[13], Poznań

## Wybrane wystawy zbiorowe
- 1983
  - 17 Biennale w São Paulo
- 1987
  - 19 Biennale w São Paulo
- 1988
  - Expressiv, Central Art Since 1960, Hirshhorn Museum, Waszyngton
  - Expressiv, Central Art Since 1960, Museum Moderner Kunst, Wiedeń
  - XLIII Espositzione Internazionale d’Arte, Biennale w Wenecji, Wenecja
- 1989
  - Lochy Manhattanu, Łódź
- 1991
  - Voices of Freedom; Polish Women Artists and the Avant-Garde, 1880–1990, National Museum of Woman in the Arts, Waszyngton
- 1998
  - Strateny raj, Slovenska Narodna Galeria, Bratysława
- 1999
  - Without the Wall – Eastern Europe after the Berlin Wall, State Russian Museum (Marble Palace), St.Petersburg
- 2002
  - El nou art de Polonia, Galeria La Capella, Barcelona
- 2003
  - Architectures of Gender Contemporary Women’s Art in Poland, Sculpture Center NY, Nowy Jork
- 2004
  - XV-Years of Lumo, Lumo 2004, Jyväskylä Art Museum, Jyväskylä
- 2005
  - WRO-Międzynarodowe Biennale Sztuki Mediów, Wrocław
  - XIV Festival Inner Spaces, Galeria Miejska Arsenał, Poznań
  - Poznań Art Now, Galeria Bielska BWA, Bielsko-Biała
  - Two Asias, Two Europes, Duolun Museum of Modern Art, Szanghaj
  - Videoprzestrzenie 05, BWA Awangarda, Wrocław
  - Ausstellungder Akademie der Kunste Posen, Quergalerie, Berlin
  - Wartości Poznania, Galeria Szyperska, Poznań
  - Transgresje 2005, Centrum Kultury Zamek, Poznań
  - Ślady Pamięci /Hommage a Tomasz Struk/, Górnośląskie Centrum Kultury, Katowice
- 2006
  - Jeux Interdits, Institut Polonais, Paryż
  - Miłość i Demokracja, CSW Łaźnia, Gdańsk
  - Międzynarodowe Triennale Grafiki, Bunkier Sztuki, Kraków
  - 5 Międzynarodowe Triennale Grafiki, Kolor w grafice, Galeria Sztuki Wozownia, Toruń
  - Heroiny, Heroines, BWA, Leszno
- 2007
  - Obrazowania, Mazowieckie Centrum Sztuki Współczesnej Elektrownia, Radom
  - Funf Fotokunstler aus Polen, Museum Kunstpalast, Düsseldorf
  - Międzynarodowe Triennale grafiki, Oldenburg
  - GK-Collection, Galeria Art Stations, Poznań
  - Mamidło, Galeria Program, Warszawa
  - MONA Collection /ASIA- EUROPE/ Mediations Biennale, Poznań
  - Internationale Grafiktriennale, Kunstlerhaus, Wiedeń
  - Ulica Próżna 2007, Warszawa
  - Hommage a Roland Topor, Pan Topor dziś nie przyjdzie, Rondo Sztuki, Katowice
  - Imperium Zmysłów, Stary Browar, Poznań
- 2008
  - Art must be beautiful, Stary Browar, Poznań
  - Trzecia odsłona, Muzeum Architektury, Wrocław
  - Medium..Post … Mortem, Galeria ST, Bielskie Centrum Kultury, Bielsko-Biała i Galeria Sztuki Współczesnej BWA, Katowice
  - Sztuka Postkonsumpcyjna, Kolekcja Regionalna Zachęty Sztuki Współczesnej Szczecin
  - I.Gustowska, M. Berdyszak -/objekte, installationen, videos/- Haus der Moderner Kunst, Staufen
  - Mediations Biennale, Voyage Sentimental, CK Zamek, Poznań
  - Berliner list 2008 – Haus Cumberland, Berlin
- 2009
  - Gender Check, Museum Moderner Kunst Stiftung Ludwig Wien, Wiedeń
- 2010
  - Ars Homo Erotica, Muzeum Narodowe, Warszawa
- 2011
  - Kolekcja Sztuki Współczesnej, Muzeum Narodowe, Wrocław
- 2012
  - Experimental Project, IEEB5, Victoria Art Center, Bukareszt
- 2014
  - Instalatorzy, Galeria Art Stations[14], Poznań
  - Nomen Woman, Galeria Łaźnia RKŚTiG[15], Radom
  - Everybody Is Nobody for Somebody, Santander Art Gallery, Financial City, Madryt, Hiszpania
  - Uwikłani w sztukę, Muzeum Narodowe w Gdańsku[16] – Pałac Opatów
  - Adoracja słodyczy, Zachęta – Narodowa Galeria Sztuki[17], Warszawa
- 2015
  - Miłość na skraju przepaści, Galerii Arsenał[18], Białystok
  - Berlin sieht Polnisch, K 18, Berlin
  - Trucizna, Nowa Gazownia (obecnie Pawilon), Poznań
  - Short Waves Festival, Stary Browar, Poznań
  - Galeria Czasu Kultury, CK Zamek, Poznań
- 2016
  - Trzecia Strona Niewinności, Wrocław Główny[19], Wrocław
  - Żyć Sztuką, Muzeum im. Jacka Malczewskiego w Radomiu
  - NOWE ILUSTRACJE, Galeria Arsenał[20], Białystok
  - Art. Is first Sight, Galeria FWD[21], Poznań
  - Krzyżówka, Galeria BWA Miejski Ośrodek Sztuki[22], Gorzów
  - Body*Self, Galeria Wagner+Partner, Berlin
  - WYŚWIETLANIE, Galeria imaginarium, Łódź
  - AMOR, Oi Futuro Flamengo[23], Rio de Janerio, Brazylia
  - Z głębi. Artyści Muzeum Śląskiemu, Muzeum Śląskie w Katowicach[24]
  - Kolekcja sztuki polskiej II połowy XX i XXI wieku, Muzeum Sztuki Współczesnej Oddział Muzeum Narodowe we Wrocławiu[25]
- 2017
  - Dziesięć, BWA Galeria Sztuki w Olsztynie[26]
  - DAMA W LUSTRZE, Galeria Piekary i Fundacja 9/11 Art Space[27], Poznań
  - On The Edge. Video art from poland, Lima Theatre Esslingen[28], Niemcy
- 2018
  - Portretu natura martwa, Galeria Kameralna[29], Słupsk
  - Medytacje Fibonacciego+Sztruksowy zając, Państwowa Galeria Sztuki w Sopocie[30]
  - Tu strzyka, tam łupie, ale rży, Pawilon Czterech Kopuł Muzeum Sztuki Współczesnej Oddział Muzeum Narodowe we Wrocławiu[31]

## Sympozja
- Spotkanie w klubie dyskusyjnym Art. Forum, Muzeum Narodowe, Poznań
- Spotkanie /Dni Nauki i Sztuki/, Sztuka – Media i nie tylko, Instytut Sztuki – Uniwersytet Zielonogórski, Zielona Góra
- Ogólnopolska Konferencja Naukowa Sponsoring w Sztuce – Akademia Ekonomiczna, Poznań, 2006
- Ponowoczesność i Wielokulturowość, Redefinicja pojęcia sztuki /konferencja/ Wyższa Szkoła Nauk Humanistycznych i Dziennikarstwa, Poznań
- Salzburg International Summer Academy of Fine Art, Salzburg
- Liczne spotkania w związku z wystawą Life is a Story Muzeum Narodowe Poznań

## Prace w zbiorach
| - Museum of Modern Art – Nowy Jork - Alberta University-Contemporary Graphics Collection – Edmonton - Międzynarodowa Kolekcja Sztuki Współczesnej – CSW – Warszawa - Kolekcja 3- Galerii Sztuki „Zachęta” – Warszawa - GK Collection – Poznań - Kolekcja Joanny i Krzysztofa Madelskich – Poznań - Kolekcja Regionalna Zachęty Sztuki Współczesnej – Szczecin - Kolekcja CSW Inner Spaces – Poznań - Graphishe Sammlung Albertyna – Wiedeń - Museum Moderner Kunst Stiftung – Ludwig – Wiedeń | - Muzea Narodowe – Wrocław, Warszawa, Poznań, Gdańsk, Szczecin - Muzea Okręgowe – Bydgoszcz, Radom, Zielona Góra - Oldenburg Art.- Museum – Oldenburg - Victoria and Albert Museum – Londyn - Centrum Sztuki WRO – Wrocław - Threshold Artspace Collection – Perth - Centrum Sztuki Współczesnej Znaki Czasu – Toruń - Znaki Czasu – Galeria Arsenał – Białystok - Znaki Czasu – Galeria BWA – Bielsko-Biała - Znaki Czasu – Kolekcja Warmińsko-Mazurska |

## Odznaczenia
- Krzyż Kawalerski Orderu Odrodzenia Polski (2005)[32]
- Złoty Krzyż Zasługi (1999)[33]
- Srebrny Medal „Zasłużony Kulturze Gloria Artis” (2011)[34]